# Didymocarpus cortusifolius
Didymocarpus cortusifolius là một loài thực vật có hoa trong họ Tai voi (Gesneriaceae). Loài này được Henry Fletcher Hance mô tả khoa học đầu tiên năm 1883 dưới danh pháp Chirita cortusifolia, với mẫu vật thu được từ tỉnh Chiết Giang, Trung Quốc, được lưu giữ theo mã số 22178 trong phòng mẫu cây của Hance.
Năm 1894, Karl Fritsch chuyển loài này sang chi Roettlera Vahl, 1805 với danh pháp Roettlera cortusifolia trong Naturlichen Pflanzenfamilien. Năm 1905, Augustin Abel Hector Léveillé mô tả loài Didymocarpus cortusifolius trong Compte Rendu de l'Association Francaise Pour l'Avancement des Sciences (in năm 1906), nhưng tên gọi này là không hợp lệ (nom. inval.) theo quy tắc $34 của ICBN.
Năm 1974, David Wood giữ loài này trong chi Chirita, nhưng năm 1990 Wang lại chuyển nó sang chi Didymocarpus, do các đặc điểm hình thái (như đầu nhụy hình đầu thường thấy ở các loài Didymocarpus) cho thấy nó không phù hợp để xếp trong Chirita. Năm 1998 Wang et al. vẫn duy trì nó trong Didymocarpus. Theo Möller et al. (2011) thì loài này nằm trong cùng một nhánh với Gyrocheilos W.T.Wang, 1981 và Allocheilos W.T.Wang, 1983.